# Ondřej Zdráhala
Ondřej Zdráhala (* 10. Juli 1983 in Hranice na Moravě, Tschechoslowakei) ist ein tschechischer Handballspieler. Der verheiratete Profihandballer spielt auf der Position Rückraum Mitte.

## Karriere

### Verein
Nachdem Zdráhala für den tschechischen Verein HC Baník Karviná aufgelaufen war und vier Meisterschaften gewonnen hatte, war er von 2007 bis 2009 beim deutschen Bundesligisten TV Großwallstadt aktiv. Daraufhin spielte Zdráhala jeweils eine Saison beim norwegischen Club Bodø HK und beim dänischen Zweitligisten TM Tønder Håndbold. Im Sommer 2011 unterschrieb er einen Vertrag beim Zweitligisten DHC Rheinland. Ein Jahr später schloss er sich dem slowakischen Erstligisten MŠK Považská Bystrica an. Im Sommer 2013 unterschrieb er einen Vertrag beim Zweitligisten ASV Hamm-Westfalen. Ab dem Sommer 2016 lief er für den Schweizer Klub TSV St. Otmar St. Gallen auf. Zur Saison 2018/19 wechselte er zum polnischen Erstligisten Wisła Płock. Zwei Jahre später schloss er sich dem katarischen Verein al-Wakrah SC an.

### Nationalmannschaftskarriere
Für die tschechische Nationalmannschaft bestritt Zdráhala 127 Länderspiele, in denen er 451 Tore erzielte. Bei der Europameisterschaft 2018 in Kroatien wurde er mit 55 Treffern Torschützenkönig. Dabei warf er 14 Tore (davon 3 Siebenmeter) im Gruppenspiel gegen Ungarn sowie 13 (5) im verlorenen Spiel um Platz 5 gegen Kroatien.
Außerdem nahm er an der Weltmeisterschaft 2015 (17. Platz), der Europameisterschaft 2010 (8. Platz) und der Europameisterschaft 2020 (12. Platz) teil. Zudem stand er im vorläufigen Kader für die Weltmeisterschaft 2021. Da Tschechien nach einem COVID-19-Ausbruch in der Mannschaft seine Teilnahme kurzfristig absagen musste, beendete er Anfang 2021 seine Nationalmannschaftskarriere.

### Bundesligabilanz
| Saison    | Verein           | Spielklasse | Spiele | Tore | 7-Meter | Feldtore |
| --------- | ---------------- | ----------- | ------ | ---- | ------- | -------- |
| 2007/08   | TV Großwallstadt | Bundesliga  | 34     | 92   | 1       | 91       |
| 2008/09   | TV Großwallstadt | Bundesliga  | 33     | 102  | 20      | 82       |
| 2007–2009 | gesamt           | Bundesliga  | 67     | 194  | 21      | 173      |